# Neustadt (Landshut)

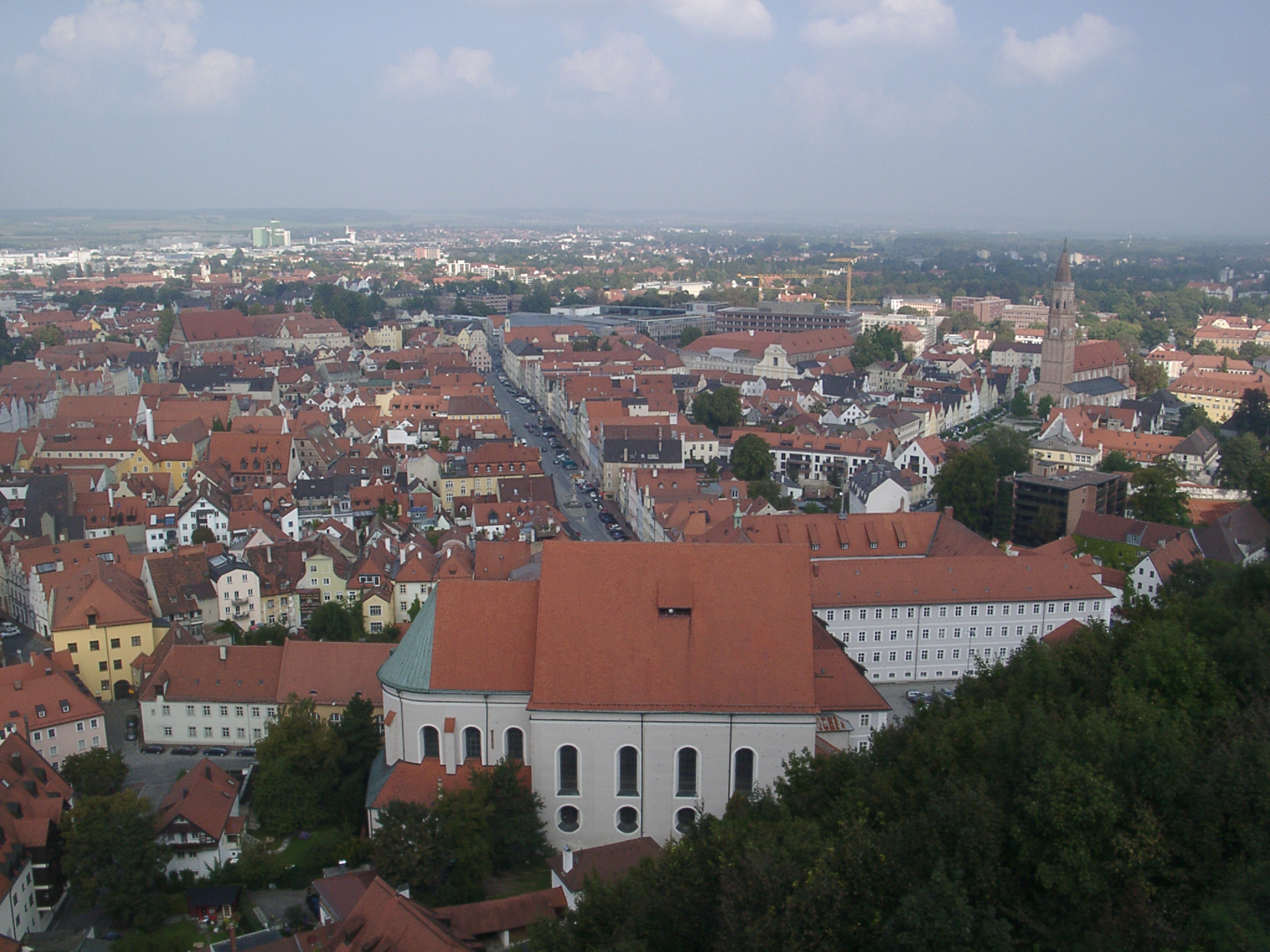
Die Landshuter Neustadt mit Blick nach Norden

Die Neustadt ist eine Straße in der historischen Altstadt Landshuts.

## Verlauf
Der rund 400 Meter lange und auf großen Teilen seines Verlaufs rund 25 Meter breite Straßenmarkt verläuft in der Landshuter Altstadt parallel zum Straßenzug Altstadt von Norden nach Süden. Am Nordende sticht das Ursulinenkloster in die Bürgerhausbebauung hervor, im Süden bildet das ehemalige Jesuitenkloster mit der turmlosen Jesuitenkirche St. Ignatius den Abschluss.

## Geschichte
Die Neustadt entstand im Zuge der Stadterweiterung in der zweiten Hälfte des 13. Jahrhunderts. Im Salbuch von St. Martin aus dem Jahr 1331 wird sie mit in der Newenstat bezeichnet. Sie ist geprägt von dreigeschossigen Handwerkerhäusern, die von größeren Palais des Adels und der gehobenen Beamtentums unterbrochen werden. 
Bis zum 19. Jahrhundert waren hier zahlreiche Wein- und Bierwirte ansässig, die den Bauern und Handwerkern, die zu den Märkten kamen, eine Herberge boten.